# John Olive
John Olive (Filadelfia, 1º marzo 1955) è un ex cestista e allenatore di pallacanestro statunitense, professionista nella NBA.

## Carriera
Venne selezionato dai Philadelphia 76ers all'ottavo giro del Draft NBA 1977 (168ª scelta assoluta).